# 339-й военно-транспортный авиационный полк
339-й военно-транспортный авиационный ордена Суворова полк — авиационный полк в составе 3-й гвардейской военно-транспортной авиационной дивизии ВВС ВС СССР и ВВС ВС РБ.

## История

### Период Великой Отечественной войны
На основании распоряжения Государственного Комитета Обороны от 19 марта 1944 года приказом командира 9-й гвардейской Донбасской дивизии дальнего действия на аэродроме Екатериновка Кировоградской области УССР начал формироваться 339-й бомбардировочный полк дальнего действия.
24 июля 1944 года личному составу полка на аэродроме Бердичев Винницкой области УССР вручено Боевое знамя и Грамота Президиума Верховного Совета СССР. Этот день стал днём рождения авиаполка. Полк принял участие в Воздушных сражениях на Кубани в период с апреля по июль 1943 года.
Громя врага летом 1944 года, полк действовал в интересах 2-го и 4-го Украинских и 1-го Белорусского фронтов с аэродрома Бердичев и Прилуки, произведя 226 боевых вылетов и сбросив 3447 бомб общим весом 250 тысяч килограммов. Всего за период 1944 года полк произвёл 392 боевых вылета, сбросив на голову врага 435 тысяч килограммов бомб. В воздушных боях было сбито 5 истребителей противника.
26 декабря 1944 года 339-й бомбардировочный полк дальнего действия переименован Директивой Генерального штаба № Орг/10/315706 в 339-й бомбардировочный авиационный полк.
На заключительном этапе войны 1945 года боевые удары наносились по важным стратегическим пунктам противника. Было совершено 350 боевых вылетов, сброшено 6600 бомб. За весь период боевых действий с июня 1944 года по май 1945 года было совершено 576 вылетов, сброшено 10 107 бомб общим весом 732 814 килограммов. Последний боевой вылет был совершен на логово врага город Берлин 2 мая 1945 года.
Указом Президиума Верховного Совета СССР от 11 июня 1945 года за боевые действия по обеспечению наступательной операции, успешные бомбовые удары по важнейшим пунктам и коммуникациям противника и проявленные при этом личным составом полка героизм, самоотверженность и высокую боевую выучку, полк был награждён орденом Суворова III степени. За мужество и отвагу личный состав полка 10 раз отмечался в приказах Верховного Главнокомандующего. Боевые потери полка составили 7 экипажей.

### Послевоенный период
По окончании боевых действий авиаполк в очередности базировался на польских аэродромах Цеханув, Легница, Познань, Олава.
9 мая 1947 году полк вошёл в состав 3-й гвардейской авиационной транспортной Смоленской орденов Суворова и Кутузова дивизии и передислоцировался на аэродром Витебск-Северный.
С 6 декабря 1956 года в городе Витебске на смену Ли-2 пришёл самолёт Ту-4, а в 1958 году первым в ВТА ВВС освоил турбовинтовой самолёт Ан-12. На самолётах Ан-12 полк участвовал во всех крупных учениях, проводимых по плану Министерства обороны СССР.
Личному составу формирования доверялись сложные и ответственные задания во многих странах мира. Среди наиболее значимых — воздушные перевозки военных, боевой техники и боеприпасов в Венгрию (1956 г.); Вьетнам (1964 г.); Йемен (1966 г.); Египет, Сирию, Ирак (1967, 1973 гг.); Чехословакию (1968 г.); на советско-китайскую границу в район острова Даманский (1969 г.).
В 1980-е годы экипажи соединения выполняли задания в Афганистане, Анголе и Конго.
В 1996 году после распада СССР формирование было расформировано. Последний самолёт Ил-76МД покинул аэродром Витебск-Северный 30 июля 1996 года навсегда. Самолётный парк вошёл в состав Трансавиаэкспорт. Перебазирован в Минск.

## Награды
- Орден Суворова 3-й степени (11 июня 1945)

## Герои Советского Союза
- Журавлёв Василий Артёмович, майор, штурман 339-го бомбардировочного авиационного полка 22-й гвардейской бомбардировочной авиационной дивизии 3-го гвардейского бомбардировочного авиационного корпуса 18-й воздушной армии Указом Президиума Верховного Совета СССР 23 февраля 1948 года удостоен звания Герой Советского Союза. Золотая Звезда № 5809

## Известные ветераны полка
- младший лейтенант В. А. Бут (1989—1991), переводчик-радист

Полковник ГУЛЯЕВ Леонид Александрович
Год рождения: 15.03.1922 Место рождения: Костромская обл., Антроповский район, д. Конышево
Во время ВОВ штурман отряда.
Награждён:
- Орден Ленина  Указ Президиума Верховного Совета От: 18.09.1943 Издан: Президиум ВС СССР Архив: ЦАМО Фонд: 33 Опись: 682525 Единица хранения: 61 № записи 12105660
- Орден Красной Звезды  Приказ подразделения №: 3/н От: 06.03.1944 Издан: 6 авк ДД Архив: ЦАМО Фонд: 33 Опись: 686044 Единица хранения: 2896 № записи 21893376
- Орден Красного Знамени Приказ подразделения №: 279/н От: 20.05.1944 Издан: АДД Архив: ЦАМО Фонд: 33 Опись: 686044 Единица хранения: 4684 № записи 22044891
- Медаль «За оборону Кавказа» Акт №: 15 От: 19.10.1944 Издан: 339 ап дд Архив: ЦАМО Фонд: 480 Опись: 7110 Единица хранения: 24 № записи 1532578734
- Медаль «За оборону Ленинграда» Акт №: 162 От: 20.02.1944 Издан: 9 гв. ад дд Архив: ЦАМО Фонд: 480 Опись: 7110 Единица хранения: 24 № записи 1532578630
- Орден Отечественной войны I степени  Приказ подразделения №: 41/н От: 18.08.1945 Издан: 3 гв. бак Архив: ЦАМО Фонд: 33 Опись: 686196 Единица хранения: 3090 № записи 25587395
- Орден Отечественной войны II степени № наградного документа: 73 Дата наградного документа: 06.04.1985 Номер записи: 1518560232

Полковник ГУЛЯЕВ Леонид Александрович преподавал на кафедре № 14 "Тактики дальней и военно-транспортной авиации" Военно-воздушной академии им. Ю.А. Гагарина в период 04.09.1967 - 25.08.1977 г.г., Старший преподаватель, кандидат военных наук, доцент.

## Интересные факты
Самолёты полка участвовали в съёмках фильма: «В зоне особого внимания».